# 塔利亞門托河
45°39′N 13°06′E / 45.650°N 13.100°E

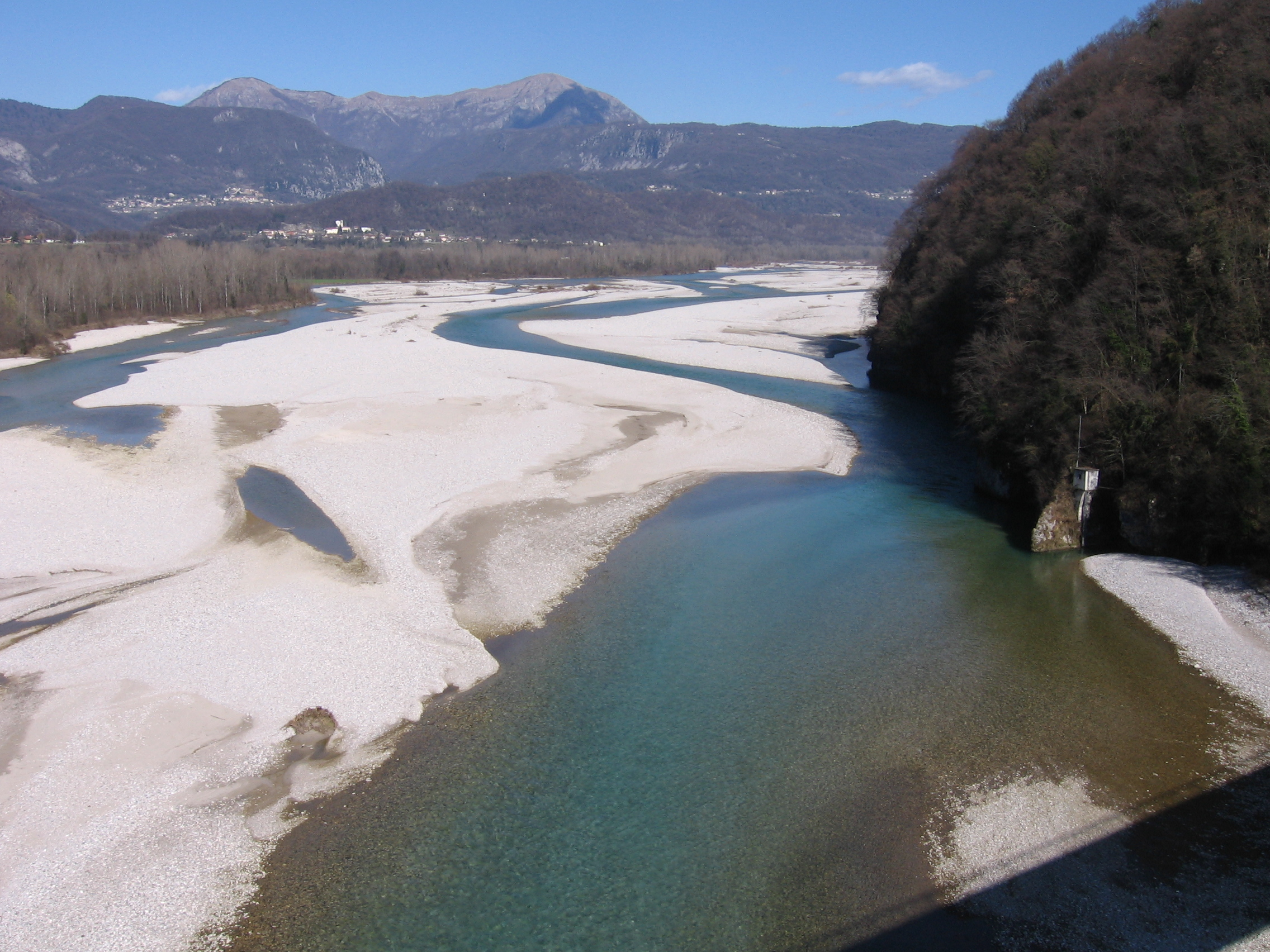

塔利亞門托河（義大利語：Tagliamento）是意大利的河流，位於該國東北部，河道全長178公里，流域面積2,916平方公里，平均流量每秒70立方米，最終在塔利亚门托河畔圣米凯莱和利尼亞諾薩比亞多羅之間注入亞得里亞海。